# Rey Mysterio
Rey Mysterio (* 11. Dezember 1974 als Óscar González Gutiérrez Rubio in San Diego, Kalifornien) ist ein US-amerikanischer Wrestler mexikanischer Abstammung, der bei der WWE unter Vertrag steht und dort in der wöchentlichen Fernsehsendung SmackDown auftritt. Seine bislang größten Erfolge sind der Erhalt der WWE Championship, und der zweifache Erhalt der World Heavyweight Championship.
Für das Wrestling sind seine geringe Körpergröße von 1,68 m und sein Gewicht von 79 kg untypisch. Sein Markenzeichen ist die Maske, die er bei jedem Match trägt und die bei den mexikanischen Wrestlern eine feste Tradition besitzt. Mysterio hielt den höchsten Titel der WWE insgesamt dreimal. Er wurde 2023 in die WWE Hall of Fame aufgenommen.

## Wrestling-Karriere

### Anfänge
Gutiérrez wurde von seinem Onkel, dem Wrestler Rey Mysterio Sr., im Wrestling ausgebildet. Er trainierte bereits ab seinem 8. Jahr in Tijuana. Sein Debüt im Ring gab er mit 14 Jahren in Tijuana, Mexiko, da Gutiérrez aufgrund seines jugendlichen Alters in den Vereinigten Staaten noch keine Lizenz erwerben durfte. Die schriftliche Erlaubnis musste er von seinen Eltern erst einholen. Zu Beginn kämpfte er unter dem Namen Colibri. Sein Onkel übergab ihm den Ringnamen und die Maske, als er ca. 15 Jahre alt war, während einer Show vor dem Match. Der Zusatz Jr. kam ebenfalls von seinem Onkel. Der Wrestler Konnan war sein ständiger Begleiter und Befürworter. Ab den frühen 90ern wurden Shows der Promotion AAA auch in den USA übertragen und so wurden ab dann amerikanische Promoter auf ihn aufmerksam, unter anderem Paul Heyman.

### Extreme Championship Wrestling (1995–1996)
Er wechselte 1995 zu Extreme Championship Wrestling und machte hier seine ersten Ring-Erfahrungen in den USA.

### World Championship Wrestling (1996–2001)
Nach kurzer Zeit wechselte er zu WCW über und dort wurde er auch 1999 im Zuge der Storyline durch Scott Hall und Kevin Nash demaskiert.
Gutiérrez ist mit fünf gehaltenen Titeln bei der WCW Rekordhalter der WWE Cruiserweight Championship, die er auch nach der Übernahme durch die WWE noch dreimal, also insgesamt achtmal, errungen hat. 2001 ging er vorläufig zurück nach Mexiko, wo er jedoch, den dortigen Traditionen entsprechend, durch den WCW-Verlust seiner Maske unmaskiert antrat.

### World Wrestling Entertainment (2002–2015)

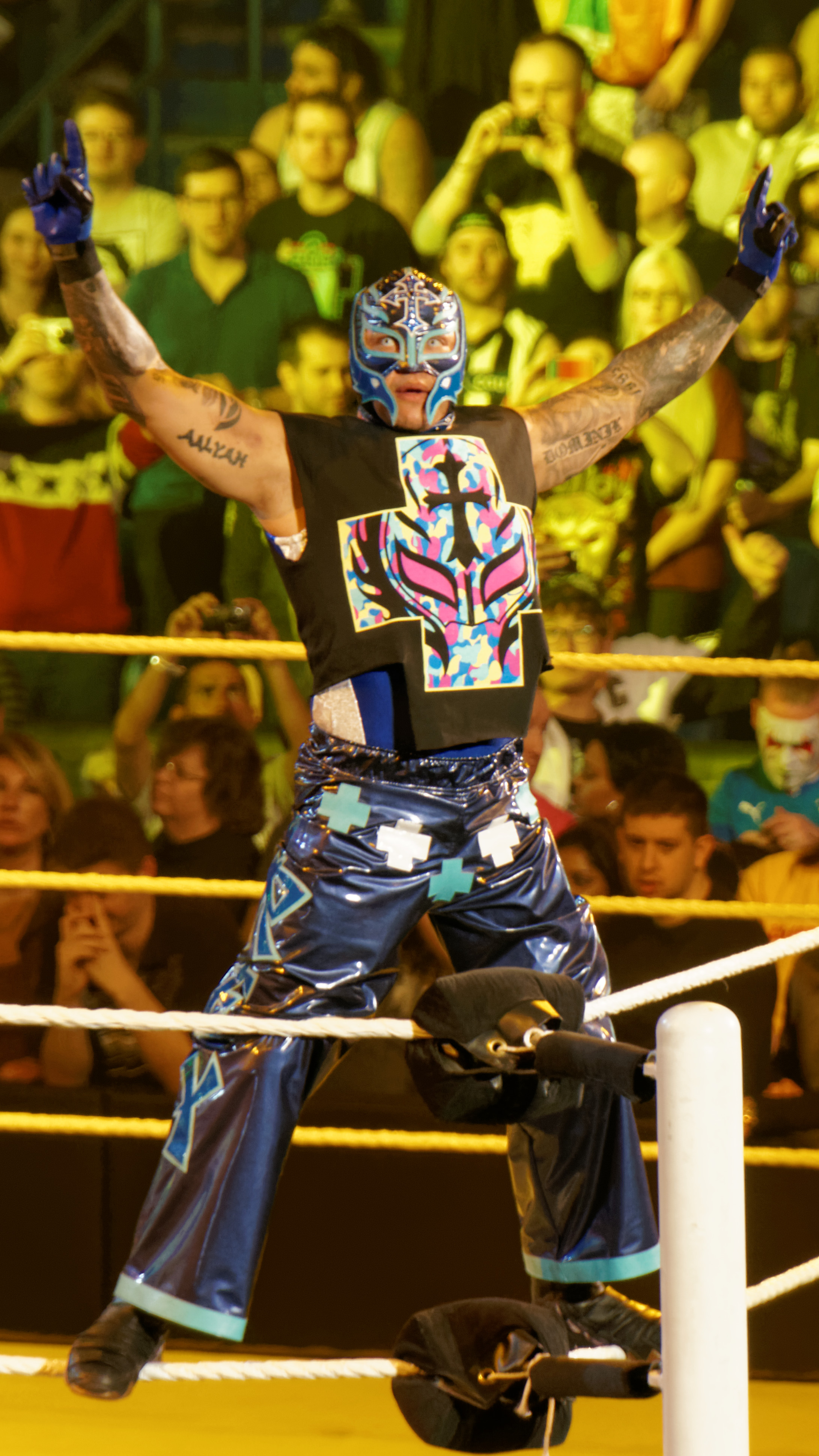
Rey Mysterio bei Raw (2014)

Seit 2002 war er in den Vereinigten Staaten für World Wrestling Entertainment aktiv. Gutiérrez wurde dort zum Publikumsliebling aufgebaut. Als Gutiérrez 2006 den Royal Rumble gewinnen durfte, wurde damit von Seiten der WWE auch ein Rekord geschaffen: Man ließ Gutiérrez für eine Dauer von 1:02:15 Stunden am Match teilnehmen. Es folgte sein größter Erfolg bei WrestleMania 22 im April des gleichen Jahres, in dem er die World-Heavyweight-Champion in einem Triple-Threat-Match gegen Kurt Angle und Randy Orton gewonnen hat. Dazu hat Gutiérrez auch insgesamt dreimal den WWE-Cruiserweight-Titel errungen und viermal gemeinsam mit Edge, Rob Van Dam, Eddie Guerrero und Batista den Tag-Team-Titel gehalten. Am 23. Juli 2006 verlor Gutiérrez den World-Heavyweight-Titel an King Booker.
Nach einigen Verletzungspausen kam er im Juni 2008 zurück und wechselte dabei zur Montagssendung RAW. Dort begann er ein Fehdenprogramm mit Kane und wurde danach in das Geschehen um dem WWE-Intercontinental-Titel einbezogen, den er im April 2009 bei WrestleMania 25 gegen JBL gewinnen durfte. Bei dem WWE Draft 2009 wechselte Gutiérrez zurück zu SmackDown. Am 7. Juni 2009 verlor er den Titel bei Extreme Rules an Chris Jericho. Bei The Bash am 28. Juni 2009 gewann er den Titel zurück. Am 1. September 2009 verlor er den Titel wiederum an John Morrison. Hintergrund war, dass er wegen eines Verstoßes gegen das sogenannte Wellness-Programm, der Drogen- und Medikamentenverordnung der WWE, für 30 Tage suspendiert wurde.
Beim Fatal 4 Way PPV am 21. Juni 2010 wurde Gutiérrez zum zweiten Mal World Heavyweight Champion, nachdem er sich im Match gegen Jack Swagger, The Big Show und CM Punk durchsetzte. Bei Money In The Bank hat er den Titel jedoch an Kane verloren, da dieser seinen Money-In-The-Bank-Koffer einlöste. Am 25. April 2011 wurde er durch den WWE Draft 2011 ins RAW-Roster gedraftet. In einem Turnier gewann Gutiérrez am 25. Juli 2011 die vakante WWE Championship. Er besiegte zunächst am 18. Juli 2011 im Viertelfinale Dolph Ziggler und im Halbfinale R-Truth. Im Finale am 25. Juli setzte er sich gegen The Miz durch. Gutiérrez verlor den Titel bei derselben Veranstaltung an John Cena. Er pausierte darauf aufgrund einer Knieverletzung. Am 26. April 2012 wurde Gutiérrez für seinen zweiten Verstoß gegen das Wellness-Programm der WWE für 60 Tage suspendiert. Am 16. Juli 2012 kehrte er von der Verletzungspause zurück. Am 26. Februar 2015 wurde das WWE.com-Profil von Gutiérrez in die Alumnisektion der Seite verschoben. Somit stand Rey Mysterio nicht mehr bei der WWE unter Vertrag.

### Lucha Libre AAA Worldwide und Lucha Underground (2015–2018)
Am 3. März 2015 wurde angekündigt, dass Rey Mysterio sich mit AAA auf einen Vertrag einigen konnte und unter dem Ringnamen Rey Mysterio Jr. am 18. März zusammen mit Myzteziz gegen El Hijo del Perro Aguayo und Pentagón Jr. antreten wird.
Am 20. März 2015 kam es zum Rückkampf zwischen Mysterio und Aguayo Jr., bei dem auch Manik und Xtreme Tiger antraten. Während des Matches kam es zu einem Unfall, bei dem Aguayo Jr. nach einigen Aktionen Mysterios in den Ringseilen zusammenbrach. Der Kampf ging noch rund eine Minute weiter, während der am Ring anwesende Wrestler und Promoter Konnan Erste Hilfe zu leisten versuchte. Aguayos ärztliche Versorgung war unzureichend, unter anderem, weil der Ringarzt hinter den Kulissen noch einen anderen verletzten Kämpfer behandelte und auch die zur Stabilisierung des Nackens nötige Trage belegt war. Aguayo starb später an den Verletzungsfolgen.
Am 12. Dezember 2015 war Rey Mysterio erstmals in der Fernsehsendung Lucha Underground zu sehen, wo er zusammen mit Dragon Azteca Jr. und Prince Puma für kurze Zeit den Lucha Underground Trios Championship halten durfte.

### Rückkehr zur WWE (seit 2018)
Am 28. Januar 2018 kehrte Rey Mysterio bei dem PPV Royal Rumble überraschend zurück, als er als 27. in den Rumble einzog.
Bei dem Greatest Royal Rumble am 27. April 2018 trat Mysterio erneut in einer Battle Royale auf.
Es war zwar der bis jetzt größte Rumble mit 50 Teilnehmern, jedoch war es nicht wie zuvor in 2006 Mysterio mit der längsten Zeit in dem Rumble, sondern Daniel Bryan, der mit seiner Verweildauer Mysterios Rekord gebrochen hätte, wenn er den Rumble gewonnen hätte.
In der Smackdown Ausgabe vom 9. Oktober 2018 wurde seine Rückkehr zu der wöchentlichen Show für die kommende Woche bekanntgegeben. Sein Comeback gab er am 16. Oktober bei SmackDown 1000. Seit seiner Rückkehr bestritt er kleine Fehden wie unter anderem gegen Randy Orton und Andrade zudem mischte er auch im WWE United States Championship Geschehen mit.
Im Rahmen des Superstar Shake-Ups 2019 wechselte Mysterio am 15. April 2019 von SmackDown zu Raw. Er führte dort seine Fehde gegen Samoa Joe um die WWE United States Championship fort, somit erhielt Mysterio nochmals die Chance auf den Titel bei Money in the Bank, dieses Match gewann Mysterio und konnte sich final die Championship sichern, damit erreichte er den Grand Slam. Diese Regentschaft hielt nur 15 Tage und gab schließlich den Titel aufgrund einer Schlüsselbeinfraktur ab.
Am 25. November 2019 gewann Mysterio seine zweite WWE United States Championship von AJ Styles. Am 26. Dezember 2019 verlor er den Titel bei einem Live Event an Andrade. Am 9. Oktober wechselte er durch den Draft zu SmackDown. Hierauf begann er eine Fehde mit Seth Rollins und Murphy. 2021 gründete er ein Tag Team mit seinem Sohn Dominik Mysterio. Am 16. Mai 2021 gewann er zusammen mit ihm, die SmackDown Tag Team Championship. Hierfür besiegten sie bei WrestleMania Backlash Dolph Ziggler und Robert Roode. Die Regentschaft hielt 63 Tage und verloren die Titel, schlussendlich am 18. Juli 2021 an The Usos bei Money in the Bank 2021.
Am 1. Oktober 2021 wurde er beim WWE Draft zu Raw gedraftet. Nach einer langen Fehde gemeinsam mit seinem Sohn, wandte dieser sich gegen ihn. Aufgrund dessen wurde Rey am 14. Oktober 2022 zu SmackDown gedraftet.

#### WWE Hall of Fame (2023)
Am 11. März 2023 gab die WWE bekannt, dass er in die WWE Hall of Fame 2023 aufgenommen wird. Am 11. August 2023 gewann er erneut die United States Championship, hierfür besiegte er Austin Theory. Die Regentschaft hielt 85 Tage und er verlor den Titel schlussendlich am 4. November 2023 bei Crown Jewel (2023) an Logan Paul.

## Wrestling-Stil

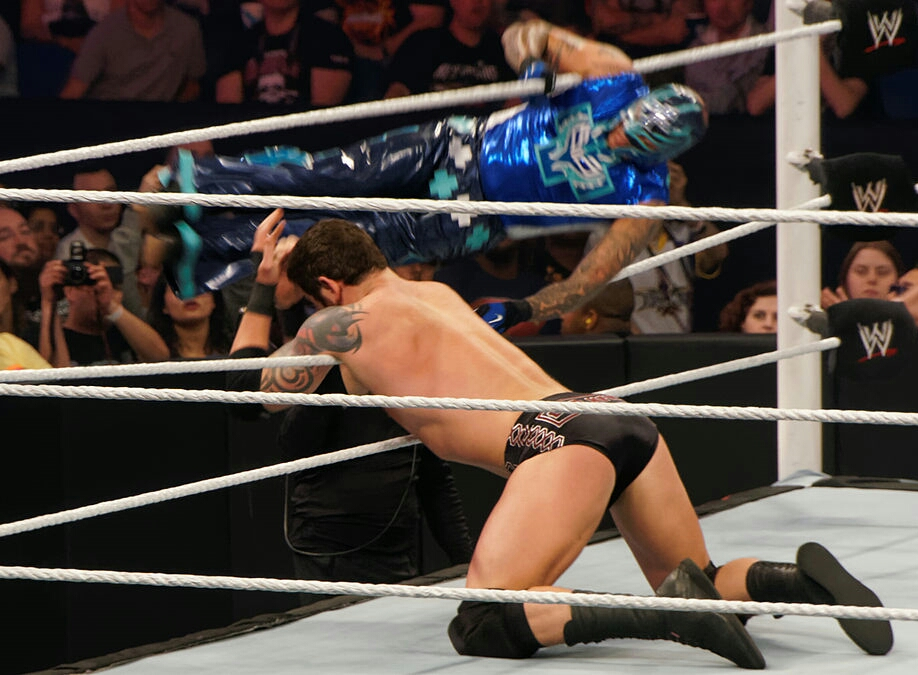
Mysterio führt seinen Finishing-Move 619 gegen Wade Barrett aus (2014)

Durch seine geringe Körpergröße und Gewicht muss Gutiérrez im Ring sehr schnelle und spektakulär aussehende Aktionen, wie beispielsweise sein Markenzeichen, den sogenannten 619, zeigen, um das Interesse der Zuschauer zu gewinnen und die Glaubwürdigkeit zu wahren. Darin liegt zugleich eine Gefahr, weil gerade diese High-Flying Aktionen ein besonderes Verletzungsrisiko bergen.

## Privatleben
Gutiérrez ist verheiratet und hat zwei Kinder, Dominik (* 1997), der ebenfalls als Wrestler aktiv ist, und Aalyah (* 2001), deren Namen er an der Innenseite seiner Oberarme tätowiert hat. Er ist der Neffe von Rey Misterio Sr. und Super Astro sowie Cousin von El Hijo Rey Mysterio und Metalika.
In einem Interview sagte Gutiérrez, dass er ungefähr 100 verschiedene Masken besitzt, die alle mit einem entsprechenden Ring-Outfit verknüpft sind.

## Titel und Auszeichnungen

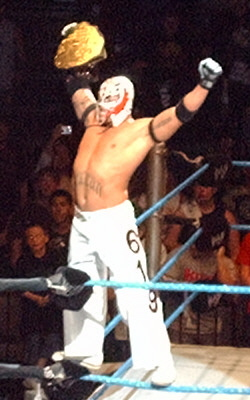
World Heavyweight Champion Rey Mysterio in seiner ersten Regentschaft (2006)

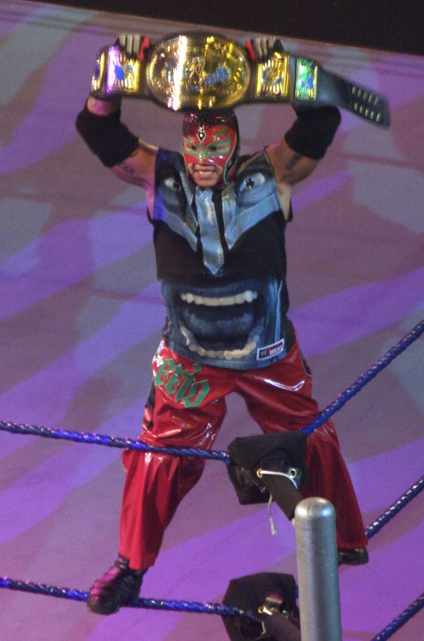
Intercontinental Champion Rey Mysterio bei SmackDown (2009)

### Titel
- Catch Wrestling Europe
  - 2017 CWE World Grand Prix

- The Crash
  - 1× The Crash Heavyweight Champion

- DDT Pro-Wrestling
  - 1× Ironman Heavymetalweight Champion

- Destiny World Wrestling
  - 1× DWW Champion

- Hollywood Heavyweight Wrestling
  - 1× HHW Light Heavyweight Champion

- International Wrestling All-Stars
  - 1× IWAS Tag Team Champion mit Konnan

- Lucha Libre AAA Worldwide
  - 1× Mexican National Welterweight Champion
  - 1× Mexican National Trios Champion mit Octagón und Super Muñeco

- Lucha Underground
  - 1× Lucha Underground Trios Champion  mit El Dragon Atcteca und Prince Puma

- World Championship Wrestling
  - 5× WCW Cruiserweight Champion
  - 3× WCW World Tag Team Champion jeweils 1× mit Billy Kidman, Konnan und Juventud Guerrera
  - 1× WCW Cruiserweight Tag Team Champion mit Billy Kidman

- World Wrestling Association
  - 3× WWA Lightweight Champion
  - 3× WWA Welterweight Champion
  - 1× WWA Tag Team Championship mit Rey Misterio, Sr.

- World Wrestling Council
  - 1× WWC World Junior Heavyweight Champion

- World Wrestling Entertainment
  - 1× WWE Champion
  - 2× World Heavyweight Champion
  - 2× WWE Intercontinental Champion
  - 3× WWE United States Champion
  - 3× WWE Cruiserweight Champion
  - 4× WWE Tag Team Champion jeweils 1× mit Edge, Rob Van Dam, Eddie Guerrero und Batista
  - 1× WWE SmackDown Tag Team Champion mit Dominik Mysterio

### Auszeichnungen
- Cauliflower Alley Club
  - 2020: Lucha Libre Award

- Lucha Libre AAA Worldwide
  - 2007: Aufnahme in die Hall of Fame
  - 2015: Lucha Libre World Cup mit Myzteziz und Alberto El Patrón

- World Wrestling Entertainment
  - 2006: Royal Rumble Sieger
  - 2009: 21. Triple Crown Champion
  - 2010: Bragging Rights Trophy mit Team SmackDown
  - 2019: 21. Grand Slam Champion
  - 2023: Aufnahme in die Hall of Fame